# اچ‌ام‌ای‌اس بونا (ال ۱۳۲)
اچ‌ام‌ای‌اس بونا (ال ۱۳۲) (به انگلیسی: HMAS Buna (L 132)) یک کشتی بود که طول آن ۴۴٫۵ متر (۱۴۶ فوت) بود. این کشتی در سال ۱۹۷۲ ساخته شد.